# Melasina olenitis
Melasina olenitis är en fjärilsart som beskrevs av Edward Meyrick 1915. Melasina olenitis ingår i släktet Melasina och familjen säckspinnare. Inga underarter finns listade i Catalogue of Life.